# Neottolemo di Pario
Neottolemo di Pario (Pario, metà III secolo a.C. – III secolo a.C.) è stato un poeta e grammatico greco antico.

## Biografia
La datazione di Neottolemo è ricavabile dal fatto che sia citato da Aristofane di Bisanzio per un'opera sulle glosse omeriche, il che ci riconduce alla seconda metà del III secolo a.C. Non è neppure sicuro che Neottolemo fosse accademico o peripatetico, come ipotizza qualche critico.

## Opere
Durante la sua carriera letteraria, Neottolemo scrisse due poemi epici, uno riguardante le gesta di Dioniso   (Διονυσιάς) e uno dal titolo incerto (forse 'Εριχϑονίας), oltre che numerose opere grammaticali: Glossografia (Γλῶσσαι) in almeno tre libri, da cui derivò il soprannome "il Glossografo", Sugli epigrammi (Περί ἐπιγραμμάτων), Sui detti arguti (Περί ἀστεισμῶν). Quest'ultimo trattato era scritto presumibilmente in versi; né si può escludere che fosse in versi anche un altro scritto, intitolato forse Poetica (Περὶ ποιητικῆς), che fu la  fonte d'ispirazione dell'Epistola ai Pisoni oraziana.

## Pensiero
Del trattato Sulla poetica, a cui fa riferimento il commentatore di Orazio, Porfirione, sono stati scoperti, agli inizi del XX secolo importanti riassunti, e soprattutto critiche, in un papiro ercolanese della Poetica dell'epicureo Filodemo di Gadara, pubblicato dal filologo classico Christian Jensen, nel 1918.
Influenzato dalla scuola peripatetica, Neottolemo distingue nella poesia il contenuto e la forma, che debbono armonicamente coniugarsi; quindi la poetica è formata da tre categorie: il primo è l'argomento (ποίησις) o il contenuto, per il quale sono necessari la brevità e poi la chiarezza, il secondo è lo stile (ποίημα), con gli stessi requisiti invertiti, il terzo è la persona del poeta (ποιητής) o i pregi e difetti poetici, per la quale la brevità e la chiarezza sono unite. Nei poemi più vasti sono indispensabili anche lo splendore, la varietà, la gravità. Lo scopo della poesia deve essere quello di unire il diletto e l'educazione del lettore, di procurare un beneficio e di deliziare, rappresentando la realtà, che non deve mai essere oltrepassata dalla creatività. I critici e gli storici letterati hanno anche ipotizzato che Neottolemo difendesse la poesia epica contro Callimaco, però non tutti accolgono un'influenza di Orazio così forte nei riguardi di Neottolemo e nemmeno la sicura presenza dello schema tripartito poema-poesis-poeta
Orazio aderì quasi completamente a questa dottrina caratterizzata da una formula eclettica, tra il pedagogismo e l'edonismo nel concetto dell'arte.